# Overlaat

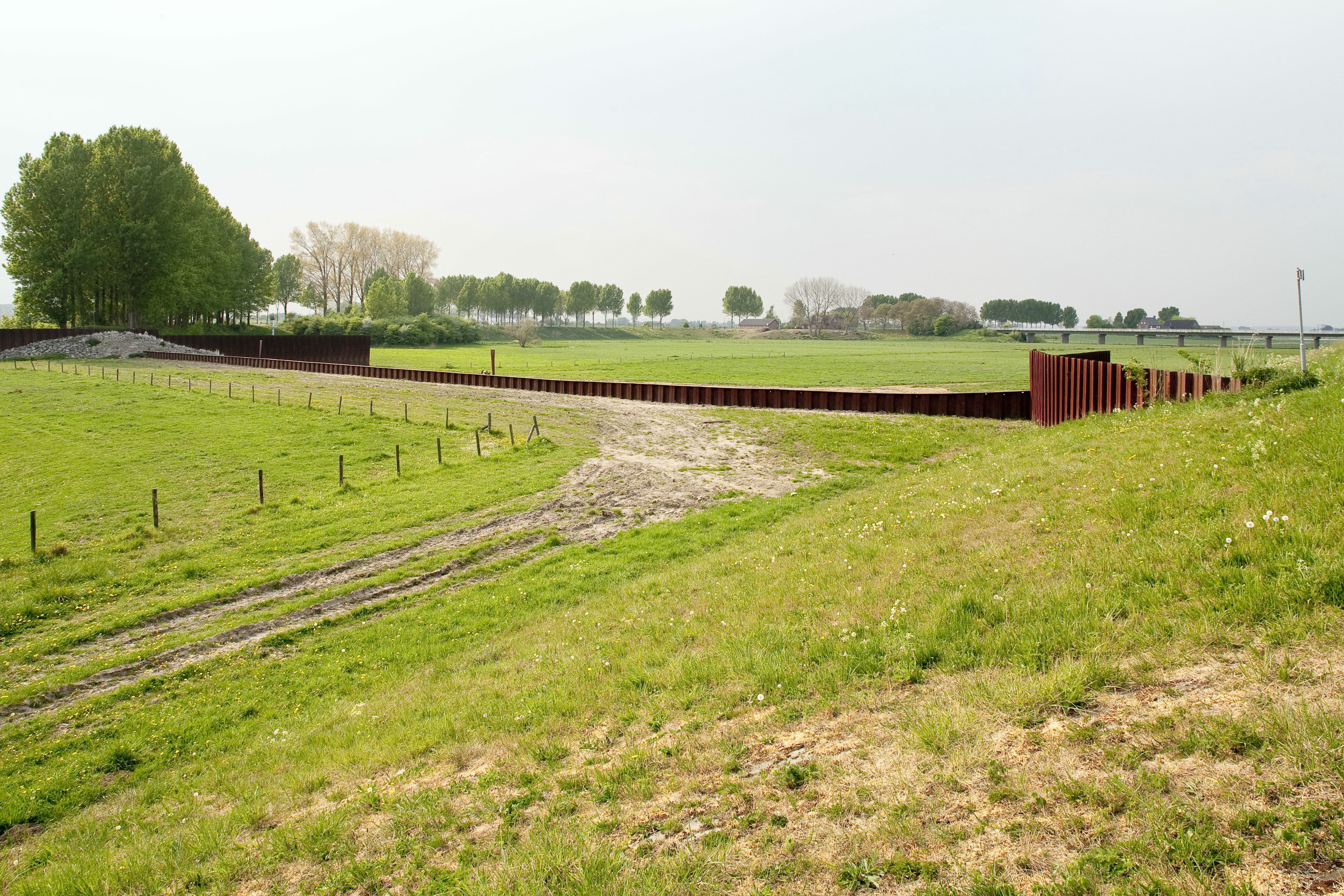
Overlaat bij het Pannerdensch kanaal

Een overlaat is een waterbouwkundige constructie om hoogwater te reguleren en zo kritieke waterhoogten te voorkomen. Overlaten komen voor in dijken bij rivieren, kanalen en dammen. Overlaten kunnen van militair belang zijn, zoals de Baardwijkse Overlaat die belangrijk was bij de verdediging van 's-Hertogenbosch, of de overlaten van Polder Noordwatering Veurne bij de Slag om de IJzer. Een andere belangrijke overlaat van maar liefst 40 km lang was de Beerse Overlaat tussen Beers en Den Bosch. Het gebied achter de overlaat waar ten tijde van activering het water doorheen stroomt wordt een groene rivier genoemd. 
Ook in het buitenland bestaan dergelijke constructies, zoals de Day bij Hanoi in Vietnam.

## Rivieren
In de late middeleeuwen zijn de meeste grote rivieren in Nederland bedijkt. In het relatief smalle stroomgebied tussen de dijken werd daarna veel sediment in de vorm van zand en klei afgezet waardoor de rivierbedding ten opzichte van het omringende gebied steeds hoger kwam te liggen. Een zwakke plek in een dijk, die bijvoorbeeld werd veroorzaakt door kwelwater, leidde bij hoge waterstanden gemakkelijk tot een dijkdoorbraak waarbij grote hoeveelheden rivierwater afstroomde naar het naast gelegen lagere cultuurland. Ook vormden zich in de winter tussen de dijken regelmatig ijsdammen die de rivier grotendeels afsloten. Bovenstrooms kwam het dan tot dijkdoorbraken op onvoorziene plaatsen.
Omdat doorbraken niet goed waren te voorkomen verlaagde men de dijk op een bepaalde gunstig gelegen plaats. Hierdoor was tevoren duidelijk waar bij hoge waterstanden het water zich een weg zou banen. Ook kon zo worden bereikt dat een watervloed achter een stad langs ging in plaats van dat het bewoonde gebied onder water kwam te staan.
De meeste overlaten werden aangelegd in het oosten van Nederland, daar was het gevaar van opstuwing van water uit het stroomgebied van de rivieren het grootst. Bij Deventer was er een overlaat in de Snipperlingsdijk waardoor het IJsselwater ten oosten van de stad richting Zwolle werd afgeleid. In het gebied Gelderse Poort zijn verschillende voormalige overlaten aanwezig.
In de jaren 1960 is een nieuwe grote overlaat aan de Rijn aangelegd die een waterstroom parallel aan het Pannerdensch Kanaal mogelijk maakt zodat bij hoogwater meer Rijnwater naar de IJssel kan stromen. In de 21e eeuw worden overlaten naar retentiegebieden nog steeds toegepast om de stand van regenrivieren in bijzondere situaties te kunnen beïnvloeden.

## Stuw
Een overlaat in een stuwdam dient om de waterstand in een stuwmeer te beheersen door een teveel aan water te lozen. Een stuw die het verval in een waterloop beperkt houdt wordt ook een overlaat genoemd.

## Berekenen van de afvoer over een overlaat

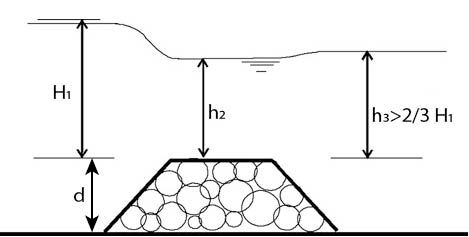
Onvolkomen overlaat

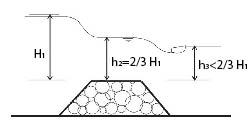
Volkomen overlaat

De hoeveelheid water die over een overlaat kan stromen hangt vooral af van de waterdiepte boven de drempel van de overlaat. Er zijn twee situaties, een volkomen overlaat en een onvolkomen of verdronken overlaat. Bij een volkomen overlaat is de waterstand achter de overlaat zo laag dat deze geen invloed meer heeft op het overlaatdebiet. Bij een onvolkomen overlaat is dat wel het geval. Voor een onvolkomen overlaatsituatie geldt dan

{\displaystyle {\begin{matrix}U_{0}={\sqrt {2g(H_{1}-h_{2})}}\\h_{2}=h_{3}\qquad {\text{ voor }}h_{3}>{\frac {2}{3}}H_{1}\\h_{2}={\frac {2}{3}}H_{1}\qquad {\text{ voor }}h_{3}<{\frac {2}{3}}H_{1}\end{matrix}}}
In bovenstaande formules hebben de symbolen de volgende betekenis
| Uo | snelheid over de overlaat [m/s]                                                   |
| g  | versnelling van de zwaartekracht [m/s2]                                           |
| H1 | energiehoogte bovenstrooms van de overlaat ten opzichte van het drempelniveau [m] |
| h2 | waterstand boven de overlaat ten opzichte van het drempelniveau [m]               |
| h3 | waterstand benedenstrooms van de overlaat ten opzichte van het drempelniveau [m]  |
| d  | drempelhoogte van de overlaat [m]                                                 |